# John Hookham Frere

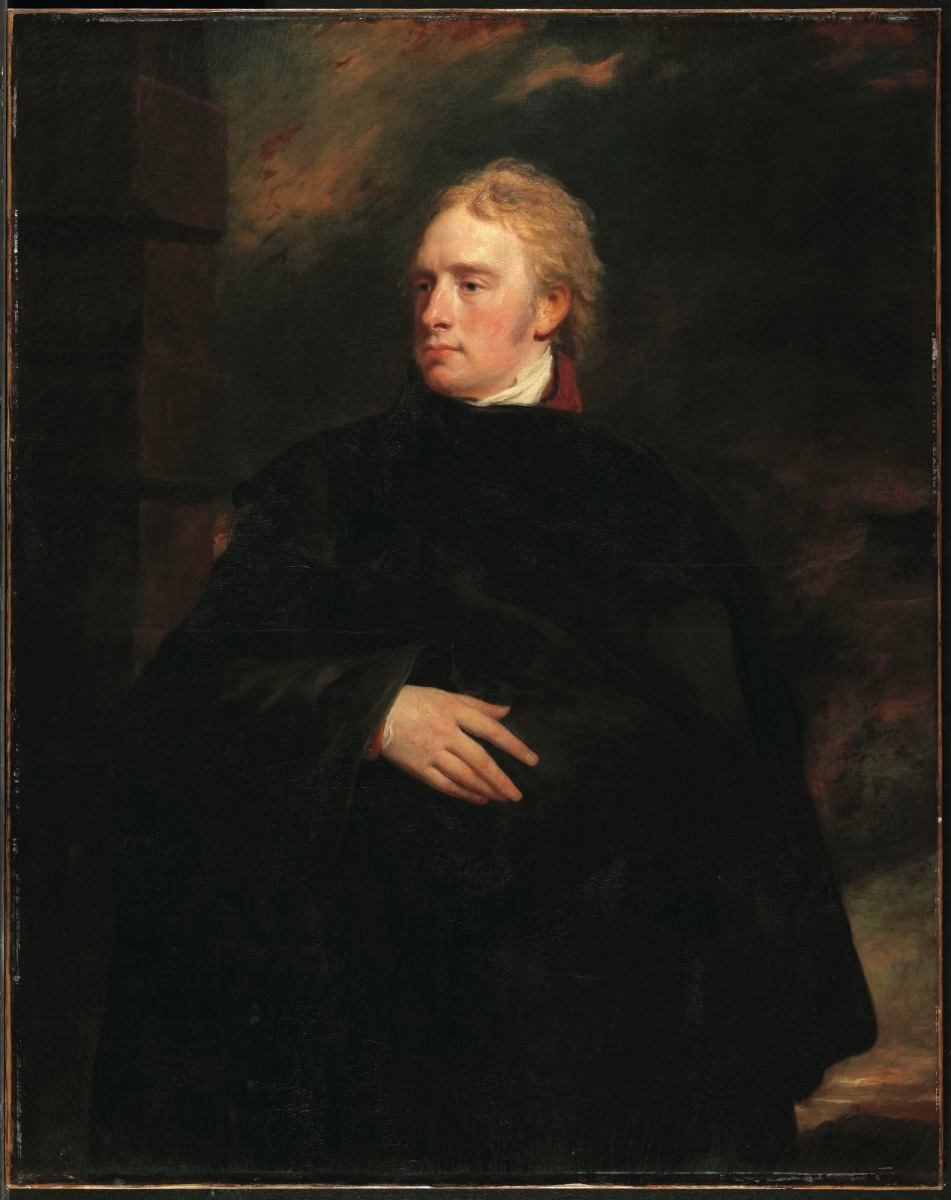
John Hookham Frere (1806)

John Hookham Frere (1769-1846) fue un hispanista, helenista y diplomático inglés.
Fue embajador de Gran Bretaña en España en dos ocasiones, de 1802 a 1804, cuando tuvo que volver a Inglaterra por discrepancias con Godoy, que llegaron a tal extremo que el primer ministro, Pitt, afirmara que ya era «imposible seguir comunicándose con el Príncipe de la Paz» y 1808-1809, de forma que fue el primer representante británico ante la Junta Central. Fue amigo personal del marqués de La Romana.
Cuando Napoleón comenzó su avance hacia Madrid, la insistencia personal de Frere de que sir John Moore, en aquel momento todavía en el norte del país, también avanzara sobre la capital –en lugar de retirarse a Galicia o a Portugal– y las consecuencias desastrosas de la consiguiente retirada, resultaron en que la opinión pública inglesa le acusara a Frere de poner en peligro al Ejército Británico y fue destituido y sustituido por Richard Wellesley, marqués Wellesley, hermano del futuro duque de Wellington, que en diciembre de 1809 pasaría a dirigir el Foreign Office, siendo reemplazado en España por su hermano Henry, quien permanecería en el cargo hasta 1821. La Junta Central le nombró marqués de la Unión.
Como hispanista merece especial mención por haber traducido algunos fragmentos del Cantar de Mio Cid y de Gonzalo de Berceo, y dos romances. Fue amigo de Ángel de Saavedra, duque de Rivas, cuando este se hallaba exiliado en Malta, y le inclinó al Romanticismo. En otros campos de la literatura brilló como traductor de Aristófanes y erudito conocedor de Teócrito.